# Distretto di Lam Thamenchai
Il distretto di Lam Thamenchai (in thailandese: ลำทะเมนชัย) è un distretto (amphoe) della Thailandia, situato nella provincia di Nakhon Ratchasima.